# Градски музеј Бечеј
Градски музеј Бечеј (мађ. Városi Múzeum Óbecse) је музеј у Бечеју. Основан је 1953. године одлуком НОО Бечеј. Директор Градског музеја је Акош Тојзан.

## Историја
Ова установа, под називом Градски музеј, формирана је у јесен 1953. године. Ипак, радници бечејског музеја свечано и радно обележавају свестрани рад на прикупљању, чувању, стручној обради и излагању музејског материјала од значаја за територију коју покрива ова установа.
Током 1960. године, установа мења име у Музеј и галерију слика који ће носити наредних неколико година. Крајем 1962. године 1. Октобра, у установи није било ни сталног радног места ни стручњака, већ се радило више на аматерској бази са једним хонорарним службеником. Тај период деветогодишњег рада одржавао је само колонију и организацију појединих изложби, а није довео до прикупљања, па чак ни евидентирања материјала на терену па чак ни у самом Бечеју. Од краја 1962. године персонално решење са једним човеком, стручњаком за ову културну проблематику је већ много боље, јер је сам рад стручнији, потпунији и свеобухватнији. Први радник у сталном радном односу била је Љиљана Краљевић-Букинац, историчар уметности, која је уједно и управник установе. Љиљана Букинац радила је у Музеју све до одласка у пензију 1985. године. Када је почела са радом, у Музеју је било 148 предмета и то радова из Уметничке колоније Бечеј, а кад је завршила радни век, све збирке бројале су око 6000 предмета. Било је десет стално запослених радника, од тога пет кустоса.
Ова 1965. година значајна је по томе што те године установа мења име у Галерију слика и музејску збирку у Бечеју. Те године се и сели у новодобијени простор, а то је део данашње зграде Музеја. Даље кадровско попуњавање, односно комплетирање стручним кадровима је 1970. године када се прима археолог Љубинка Суботић, а 1973. историчар Гаврило Вардић.
1970. године, доноси се одлука да установа поново промени име, које сада гласи Градски музеј и галерија Бечеј и ово име ће задржати до 28. Августа 1990. године. После тога добија данашњи назив Градски музеј Бечеј.
Неколико наредних година одвијаће се редовни стручни послови, с тим што ће се 1976. године извршити ревизија историјског фонда, где ће се издвојити значајан број етнолошких предмета, што ће омогућити да се 1. Октобра 1979. до 22. Фебруара 1982. године прими за рад на овим пословима Весна Војнић-Хајдук. Овим попуњавањем новоотвореног радног места много је узнапредовала ова делатност, иако попуна није била потпуно стручна (била је историчар уметности). Први стручни радник на овом радном месту била је Драгана Јовановић-Вечански, дипломирани етнолог, која је радила од 19. Априла 1982. до 16. Марта 1985. године. После ње биће још низ етнолога који ће радити ове послове. Значајна година у даљем развоју ове културне установе је 1978. када је примљен први конзерватор техничар и када је изграђена радионица за овај одсек.
Једна од великих година у просторном проширењу Музеја је 1980. када је наменски добијен бивши хотел „Мило“ за сталну поставку најновије политичке историје.

## Библиотека
Библиотечки фонд Градског музеја Бечеј чине највећим бројем стручне књиге, каталози и периодика из области музејске грађе, археологије, етнологије, историје, историје уметности.
Укупан библиотечки фонд је преко 4.500 инвентарисаних издања.
Музеј тренутно нема посебно одељење за држање књига и тренутно су оне распоређено по канцеларијама запослених у зависности од струке. Постоје планови да се приликом реконструкције Музеја предвиди и посебна просторија библиотеке.

## Архива
- Јесењи сазив Средњовековне секције Српског археолошког друштва
- Nulla dies sine linea
- “Птице Сејшела“
- Креативни тим ПУ “Лабуд Пејовић” и Градски музеј Бечеј на изложби дечјих рукотворина “Стари занати”
- Изложба препарираних животиња “Exotic Zoo”
- “Шминкање” просторија Градског музеја